# Lagerlust
Lagerlust, op. 431, är en polkamazurka av Johann Strauss den yngre. Den framfördes första gången i slutet av 1887 eller början av 1888.

## Historia
I februari 1887 började Johann Strauss komponera en operett som inte följde det vanliga mönstret. Simplicius byggde på Hans Jakob Christoffel von Grimmelshausens roman Den äventyrlige Simplicissimus (1668) om det Trettioåriga kriget. Den hade premiär den 17 december 1887 på Theater an der Wien med Strauss själv som dirigent. I början av andra akten reste sig en dam på främre parketten och ropade att det luktade brandrök. Endast sex år hade gått sedan Ringtheater brunnit ned med hundratals dödsoffer. Tumult uppstod och folk trängdes för att komma till utgångarna. Några hundratal hann lämna salongen innan Strauss höjde taktpinnen och fortsatte musiken. Den kvarvarande publiken lugnade sig och föreställningen kunde slutföras. Det spekulerades i att en av barnstatisterna kommit för nära en gaslåga med en hattfjäder, men inget sådant framkom under den kommande polisutredningen. Musiknumret som Strauss valde att spela var eremitens romans (Nr 12) i akt II; "lch denke gern zurück".
På sedvanligt manér arrangerade Strauss totalt sju separata orkesterstycken från operettens musiknummer, däribland polkamazurkan Lagerlust vars titel härrör sig från texten till finalen av akt II (Nr 10): "Im Lager umher, die Kreuz und die Quer, um Alles zu seh'n, wollt' ich mich ergeh'n". Kuriöst nog förekommer inte den musik som ackompanjerar texten någonstans i polkan. Musikmaterialet till tema 1A återfinns inte i det publicerade klaverutdraget, vilket tyder på att det antingen var musik som aldrig användes eller att det var musik som kasserades efter den sista versionen av Simplicius. De återstående melodierna i polkan är följande:
- Tema 1B - Akt 2 Inledning (Nr 6): Wachtmeister, "Ja, erstens Pferd und zweitens die Liebe"

- Trio 2A - Akt 3 Mellanspel (Nr 10½)

- Trio 2B - Akt 2 Inledning (Nr 6): Tilly, "Ach, der Feuerwein"

## Om polkan
Speltiden är ca 4 minuter och 30 sekunder plus minus några sekunder beroende på dirigentens musikaliska tolkning.
Polkan var ett av sju verk där Strauss återanvände musik från operetten Simplicius:
- Donauweibchen, Vals, Opus 427
- Reitermarsch, Marsch, Opus 428
- Simplicius-Quadrille, Kadrilj, Opus 429
- Soldatenspiel, Polka-française, Opus 430
- Lagerlust, Polkamazurka, Opus 431
- Muthig Voran, Schnellpolka, Opus 432
- Altdeutscher Walzer, Vals, utan opusnummer

## Weblänkar
- Lagerlust i Naxos-utgåvan.